# M/S Estonia
M/S Estonia, tidigare med namnen Viking Sally (1980–1990), Silja Star (1990–1991) och Wasa King (1991–1993), var en kombinerad bil- och passagerarfärja som trafikerade olika rutter i Östersjön  mellan  Sverige och Finland respektive Estland. Hon förliste i Östersjön i hårt väder den 28 september 1994. Med 852 dödsoffer var Estonias undergång en av världens värsta fartygskatastrofer efter andra världskriget.

## Historia

### Viking Line

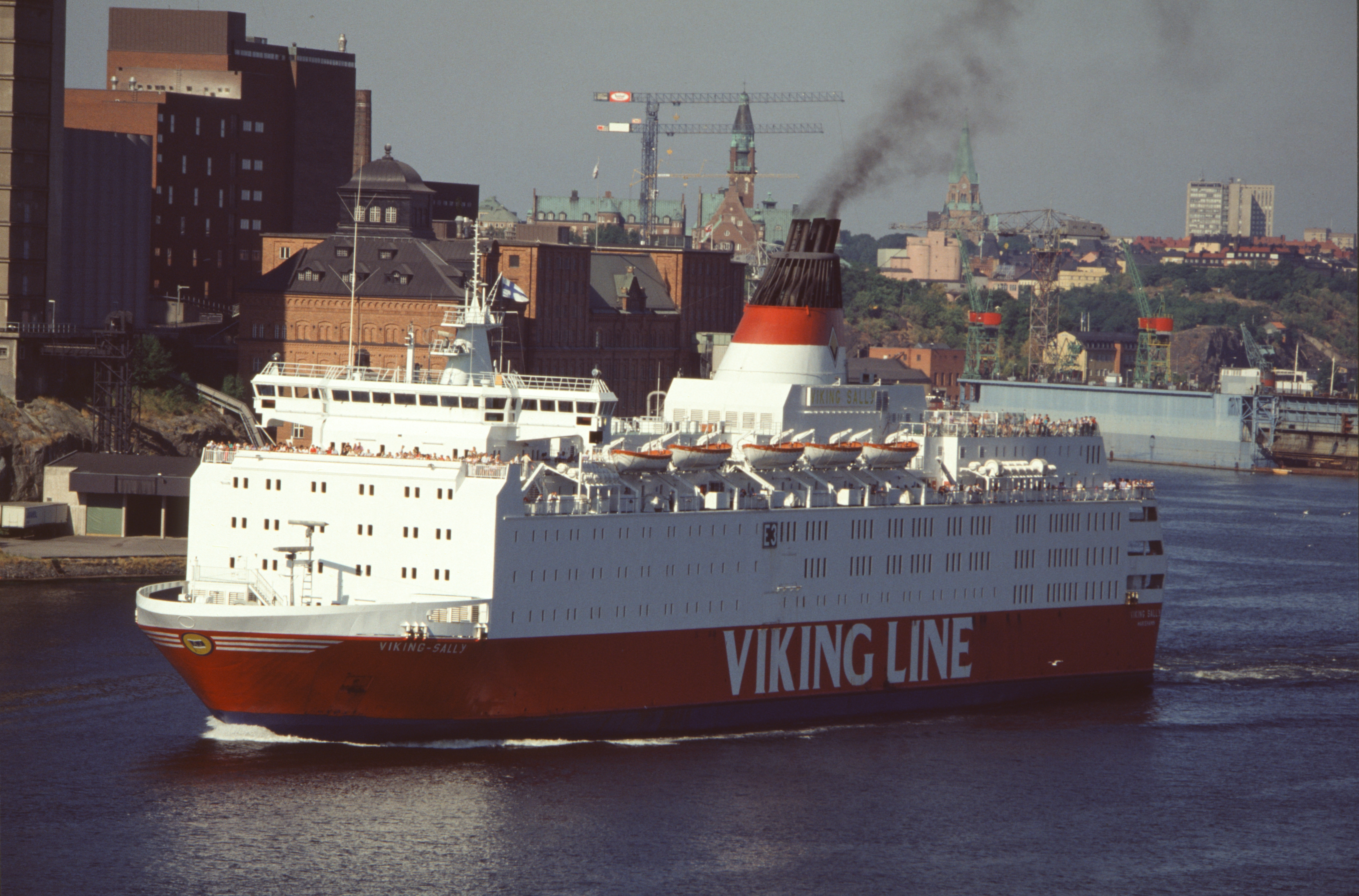
M/S Viking Sally i Stockholm, sent 1980-tal.

Fartyget byggdes enligt ett kontrakt som slutits mellan skeppsvarvet Meyer Werft i Papenburg och Rederi Ab Sally (en av delägarna i Viking Line) den 11 september 1979. Fartyget byggdes under 1979–1980 och fick namnet M/S Viking Sally. Efter sjösättningen trafikerade hon sträckan Stockholm–Mariehamn–Åbo för Viking Line.  Vid leveransen var hon den näst största passagerarfärjan som trafikerade Östersjön. Fartyget byggdes på ovanligt kort tid. Alla hytter var inte färdigbyggda vid leveransen den 29 juni 1980.
I juli 1986 mördades en finländsk affärsman ombord på Viking Sally, av Reijo Hammar, en sjöman som har kallats för Finlands farligaste fånge. Ett år senare, i juli 1987 begicks ett mord och ett mordförsök på en 20-årig tysk man och hans 22-åriga flickvän. Mannen avled, medan kvinnan överlevde. Det mordet förblev ouppklarat fram till 2020.
Den 6 november 1988 gick Viking Sally på grund efter en nödväjning men utan att personskador uppstod.

### Silja Line

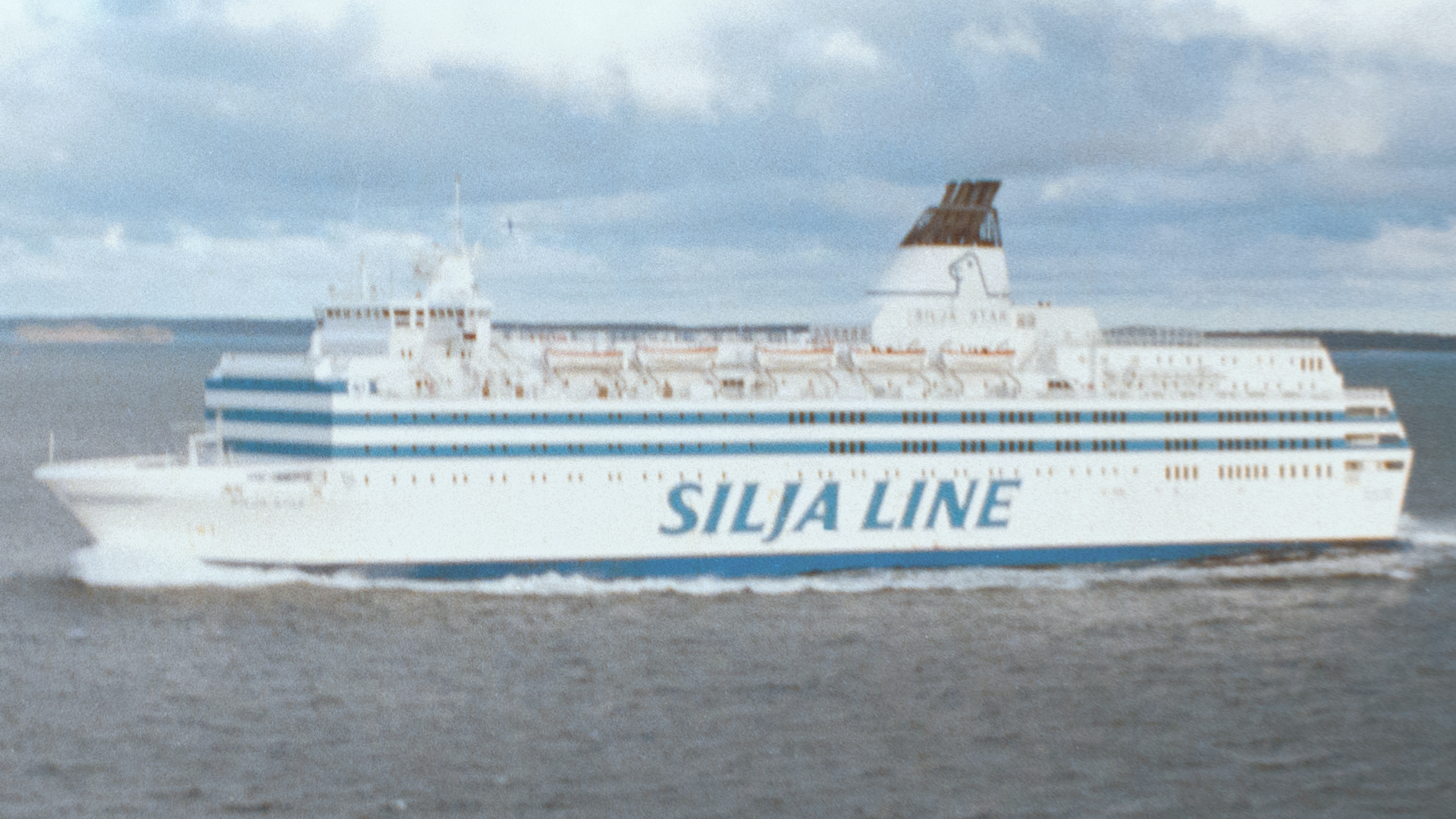
M/S Silja Star, 1991.

1990 övergick fartyget till Silja Line och trafikerade motsvarande linje under namnet M/S Silja Star. Åren 1991–1993 ägdes fartyget av Wasa Line, hette M/S Wasa King och trafikerade Umeå–Vasa respektive Sundsvall–Vasa.

### Estline
I januari 1993 såldes fartyget till svenska Nordström & Thulin, delägare i rederiet Estline tillsammans med estniska statens Estonian Shipping Company, och registrerades både av Estline och cypriotiska Estline Marine Co Ltd i Nicosia på grund av krav från långivaren, Europeiska utvecklingsbanken. Hon fick nu namnet M/S Estonia och sattes in på rutten Stockholm–Tallinn. Hon gick på rutten till september 1994, då hon förliste i Estoniakatastrofen.

## Konstruktion, underhåll och utredning
Viking Sally och systerfartyget Diana II byggdes ursprungligen för trafik i kustnära vatten på rutten Kapellskär–Mariehamn–Nådendal (senare Stockholm–Mariehamn–Åbo). De skulle aldrig gå mer än 20 nautiska mil från land. Därför installerades aldrig vissa säkerhetsdetaljer som annars skulle finnas på roro-färjor, såsom extra vattentäta skott bakom bogrampen. En stormig natt i januari 1993 skadades bland annat sidolåsen till bogvisiret på Diana II då hon gick i trafik i hög sjögång på öppet hav mellan Rostock och Trelleborg varpå färjan vid ankomst omedelbart fick gå in på reparation.
Estonia var fram till sin förlisning inte inblandad i några större incidenter, med undantag för lättare grundstötningar. Under tiden som Wasa King gick hon på öppet hav mellan Sundsvall och Vasa respektive Umeå och Vasa, dock är våghöjden i Bottniska viken betydligt lägre än i egentliga Östersjön.

## Förlisning
Den 28 september 1994 klockan 01.48 EET sjönk Estonia i hårt väder under en färd från Tallinn mot Stockholm. Fler människor omkom än vid någon annan fartygsolycka i fredstid i Norden – 852 personer. Natten då Estonia sjönk var det stormigt på Östersjön (signifikant våghöjd 4–6 m och högsta observerade våg 12 m), Fartyget fick en kraftig slagsida som snabbt förvärrades, vilket gjorde det svårt att ta sig ut. Mindre än en timme efter det första tecknet på att någonting var fel hade fartyget sjunkit.
Andra fartyg, först M/S Mariella följt av M/S Silja Europa, nådde relativt snabbt fram till olycksplatsen. De saknade dock effektiva metoder för att rädda människorna i vattnet: liv- och räddningsbåtarna kunde inte sjösättas i den hårda sjögången. Endast 34 personer räddades direkt från fartygen, de flesta av M/S Mariella, och ytterligare 104 personer med hjälp av helikoptrar.
Enligt den svensk-finsk-estniska haverikommissionen JAIC bröts bogvisiret loss av vågorna och slet med sig bogrampen varpå vatten strömmade in på bildäck, detta har dock ifrågasatts och trots haveriutredningen har konspirationsteorier flödat rörande haveriorsaken. Bland annat har det spekulerats om en eventuell politisk inblandning i och med att Estonia påstods ha fungerat som ett transportfordon för uran mellan Sverige och forna sovjetstater[källa behövs]. Detta ska enligt konspirationerna ha fått Ryssland att sänka båten med en bomb för att stoppa transporten. Denna teori och andra konspirationer har dock avfärdats av ett flertal expertutredningar.
Under 2004 framgick det dock bland annat via Uppdrag granskning att det förekom hemliga transporter av militärt material på Estonia en och två veckor före katastrofen, trots detta valde regeringen att inte starta en ny utredning.
Den officiella haverirapporten fastslog att det stormiga vädret under olycksnatten i kombination med att fartyget inte var sjödugligt för regelbunden trafik på öppet hav i Östersjön gjorde att bogvisirets låsanordningar och gångjärn kollapsade en bit in på resan. Därmed ska bildäcket ha blivit helt blottat för öppet hav vilket gjorde att fartyget snart helt fylldes med vatten och därmed sjönk mycket snabbt. Senare inspektioner av det bärgade bogvisiret har gett den officiella rapporten stöd.
Olyckan ledde till en mängd skärpta regler vad gäller passagerarlistor, nödutgångar, räddningsutrustning och begränsning av fria ytor på till exempel bildäck. Dessutom installerades ett extra vattentätt skott på samtliga ro-ro-färjor som skulle hålla fören vattentät även om bogvisiret skulle skadas.